# Rhynchostegium savatieri
Rhynchostegium savatieri är en bladmossart som beskrevs av Jean Édouard Gabriel Narcisse Paris 1898. Rhynchostegium savatieri ingår i släktet näbbmossor, och familjen Brachytheciaceae. Inga underarter finns listade i Catalogue of Life.